# Скоропадський Павло Ілліч
Павло́ Скоропа́дський (? — 1739) — український військовий діяч. Представник роду Скоропадських. Третій син Іллі Скоропадського. Брат гетьмана Івана Скоропадського. Народився в Умані. 1674 року попав до османського полону під час нападу турецького війська на Умань. Провів у неволі понад 30 років. Втік з полону стараннями свого брата Івана і батуринського козака Павла Козловського. Повернувшись в Україну, був бунчуковим товаришем. Подробиці життя невідомі.

## Сім'я
- Дружина: NN, ймовірно туркеня, привезена Павлом із полону.
- Син: Тимофій Скоропадський (? — 1764)
- Донька: Ганна Скоропадська (? — 1764)

+ Федір Посудевський, бунчуковий товариш (1729).